# Organizacja samorządu gospodarczego rzemiosła
Organizacja samorządu gospodarczego rzemiosła – organizacja samorządowa posiadająca osobowość prawną, działająca w oparciu o ustawę o rzemiośle, podlegająca wpisowi do Krajowego Rejestru Sądowego, których ogół tworzy samorząd gospodarczy rzemiosła, stanowiący jeden z rodzajów samorządu gospodarczego.  
Organizacje samorządu gospodarczego rzemiosła tworzone są z inicjatywy członków na zasadzie dobrowolnej przynależności, niemniej zrzeszeni w nich rzemieślnicy mają zgodnie z prawem wyłączność na kształcenie rzemieślnicze uczniów i czeladników. Reprezentują środowisko rzemieślników, czyli małych i średnich przedsiębiorców z branż tradycyjnie zaliczanych do rzemiosła, a poprzez działania na rzecz przedsiębiorczości wspierają  rozwój gospodarczy kraju. 

## Rodzaje
Do organizacji samorządu gospodarczego rzemiosła zalicza się:
- cechy,
- izby rzemieślnicze,
- Związek Rzemiosła Polskiego[1].

## Zadania
Organizacje samorządu gospodarczego rzemiosła mają za zadanie:
- promować działalność gospodarczą i społeczno-zawodową rzemiosła
- sprawować nadzór nad organizacją i przebiegiem procesu przygotowania zawodowego w rzemiośle
- udzielać pomocy rzemieślnikom i innym przedsiębiorcom zrzeszonym w organizacjach samorządu gospodarczego rzemiosła
- reprezentować interesy środowiska rzemieślniczego wobec organów administracji publicznej
- realizować zadania z zakresu oświaty i wychowania w celu zapewnienia wykwalifikowanych dla gospodarki[1].

Organizacje te prowadzą sądy rzemieślnicze, stanowiące sądy polubowne w sporach z klientami oraz sądy dyscyplinarne dla rzemieślników. Rekomendują także kandydatów na biegłych sądowych w branżach rzemieślniczych. Właściwi ministrowie są zobowiązani do zasięgania opinii Związku Rzemiosła Polskiego odnośnie do projektów aktów prawnych dotyczących rzemiosła.